# Tondiak
Tondiak – miasto w Sudanie Południowym w stanie Środkowy Nil Górny. Liczy 10 418 mieszkańców.